# عباس‌آباد (پاکدشت)
عباس‌آباد لرنی (پاکدشت)، روستایی از توابع /9}f>شریف‌آباد شهرستان پاکدشت در استان تهران ایران است.عباس اباد لرنی بخاطر اب و هوای پاکش و مردم خونگرمش باعث وجود ویلاهای مهاجر نشین و تفریح گاه برای تهرانی ها شده است توصیه می کنیم جشنواره انار پائیزی هر سال را از دست ندهید؛ علاوه بر مشاهده محیطی شاد و ساده از انار با کیفیت این منطقه در نزدیکی تهران بهره مند شوید. اناری که در طعم و ساختار با انار ساوه پهلو می زند.

## جمعیت
این روستا در دهستان جمال آباد قرار دارد و براساس سرشماری مرکز آمار ایران در سال ۱۳۸۵، جمعیت آن ۲۹۰ نفر (۷۲خانوار) بوده‌است.